# Mitteleuropäische Volleyball-Liga
Die Mitteleuropäische Volleyball-Liga (englisch Middle European Volleyball Zonal Association), kurz MEVZA, ist eine grenzübergreifende Volleyball-Liga der Länder Österreich, Ungarn, der Slowakei, Slowenien, Kroatien (zeitweise auch Tschechien).
Die MEVZA wurde im Jahre 2005 gegründet und ist ein Versuch, die ehemalige Interliga wiederzubeleben. Jedes der fünf teilnehmenden Länder darf zwei Mannschaften stellen, die jedoch im Europacup vertreten sein müssen. Dies soll eine Liga auf möglichst hohem Niveau schaffen, um die jeweiligen Spitzenmannschaften stärker zu fordern, als dies in ihren nationalen Ligen möglich wäre.
Es wird je eine Hin- und Rückrunde gespielt, ehe die Finalspiele im Play-off-Modus stattfinden. In den heimischen Ligen dürfen die in der MEVZA vertretenen Mannschaften die ersten Runden überspringen und direkt in die Play-offs einsteigen.

## Titelträger
Männer
| Jahr | Ort        | Sieger                  | 2. Platz                | 3. Platz                               |
| ---- | ---------- | ----------------------- | ----------------------- | -------------------------------------- |
| 2006 | Wien       | Aon hotVolleys Wien     | Hypo Tirol Innsbruck    | Autocommerce Bled                      |
| 2007 | Bled       | ACH Volley Bled         | Aon hotVolleys Wien     | Volleyball Kaposvár                    |
| 2008 | Innsbruck  | ACH Volley Bled         | Hypo Tirol Innsbruck    | Aon hotVolleys Wien                    |
| 2009 | Wien       | Hypo Tirol Innsbruck    | ACH Volley              | Aon hotVolleys Wien                    |
| 2010 | Wien       | ACH Volley Bled         | Aon hotVolleys Wien     | Mladost Zagreb Hypo Tirol Innsbruck M1 |
| 2011 | Innsbruck  | ACH Volley Bled         | Hypo Tirol Innsbruck    | Mladost Zagreb                         |
| 2012 | Humenné    | Hypo Tirol Innsbruck    | ACH Volley              | Mladost Zagreb                         |
| 2013 | Bratislava | ACH Volley Ljubljana    | SK Posojilnica Aich/Dob | Hypo Tirol Innsbruck                   |
| 2014 | Bleiburg   | ACH Volley Ljubljana    | SK Posojilnica Aich/Dob | Chemes Spišská Nová Ves                |
| 2015 | Bleiburg   | Hypo Tirol Innsbruck    | SK Posojilnica Aich/Dob | ACH Volley Ljubljana                   |
| 2016 | Ljubljana  | ACH Volley Ljubljana    | Hypo Tirol Innsbruck    | Calcit Kamnik                          |
| 2017 | Zagreb     | ACH Volley Ljubljana    | Hypo Tirol Innsbruck    | Bystrina SPU Nitra                     |
| 2018 | Bleiburg   | SK Posojilnica Aich/Dob | Calcit Kamnik           | ACH Volley Ljubljana                   |
| 2019 | Bleiburg   | ACH Volley Ljubljana    | SK Posojilnica Aich/Dob | Calcit Kamnik                          |

Frauen
| Jahr | Ort         | Sieger                  | 2. Platz                | 3. Platz                |
| ---- | ----------- | ----------------------- | ----------------------- | ----------------------- |
| 2006 | Nova Gorica | VK OMS Senica           | Slávia Bratislava       | SVS Post Schwechat      |
| 2007 | Wien        | VK OMS Senica           | HIT Nova Gorica         | SVS Post Schwechat      |
| 2008 | Myjava      | HIT Nova Gorica         | SVS Post Schwechat      | Nova KBM Branik Maribor |
| 2009 | Rijeka      | ZOK Rijeka KWSO         | SVS Post Schwechat      | HIT Nova Gorica         |
| 2010 | Split       | Nova KBM Branik Maribor | Split 1700              | ZOK Rijeka KWSO         |
| 2011 | Prostějov   | VK Prostějov            | SVS Post Schwechat      | Doprastav Bratislava    |
| 2012 | Schwechat   | Nova KBM Branik Maribor | SVS Post Schwechat      | VK Slávia EU Bratislava |
| 2013 | Maribor     | Nova KBM Branik Maribor | SVS Post Schwechat      | Calcit Kamnik           |
| 2014 | Maribor     | Calcit Kamnik           | Nova KBM Branik Maribor | Doprastav Bratislava    |
| 2015 | N/A F1      | Nova KBM Branik Maribor | Calcit Volleyball       | Wildcats Klagenfurt     |
| 2016 | Maribor     | Calcit Kamnik           | Nova KBM Branik Maribor | Doprastav Bratislava    |
| 2017 | Zagreb      | Békéscsabai RSE         | Calcit Kamnik           | Nova KBM Branik Maribor |
| 2018 | Békéscsaba  | Békéscsabai RSE         | VK UP Olomouc           | Nova KBM Branik Maribor |
| 2019 | Olomouc     | VK UP Olomouc           | Nova KBM Branik Maribor | N/A F1                  |